# Theelichtje

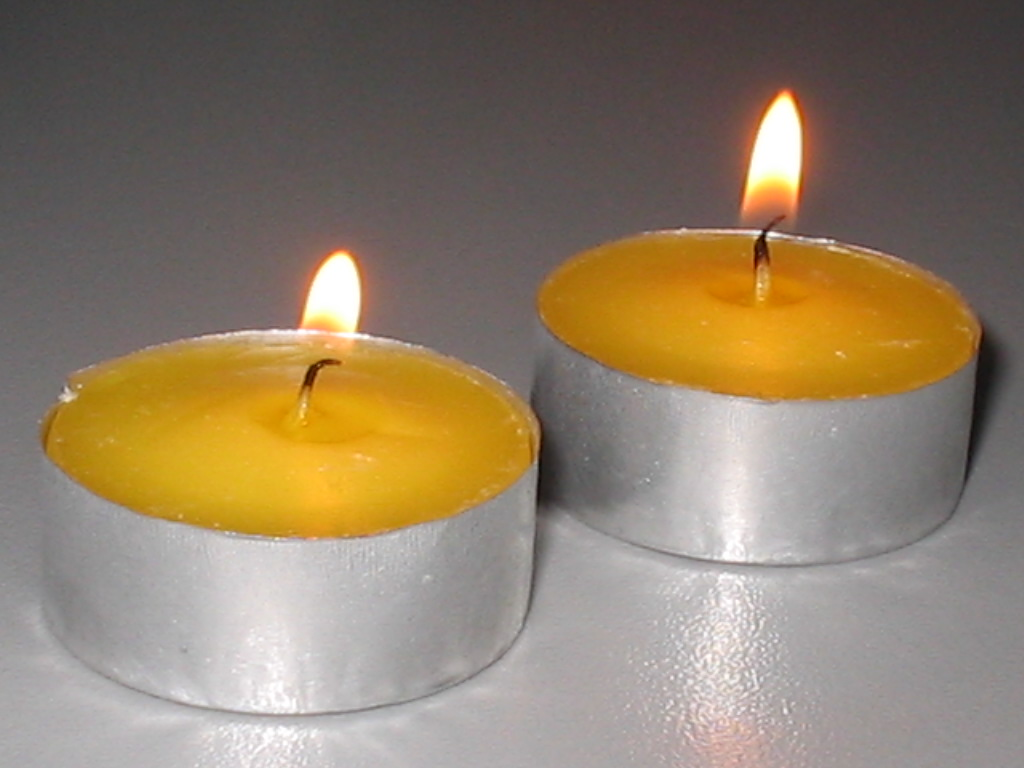
Brandende theelichtjes

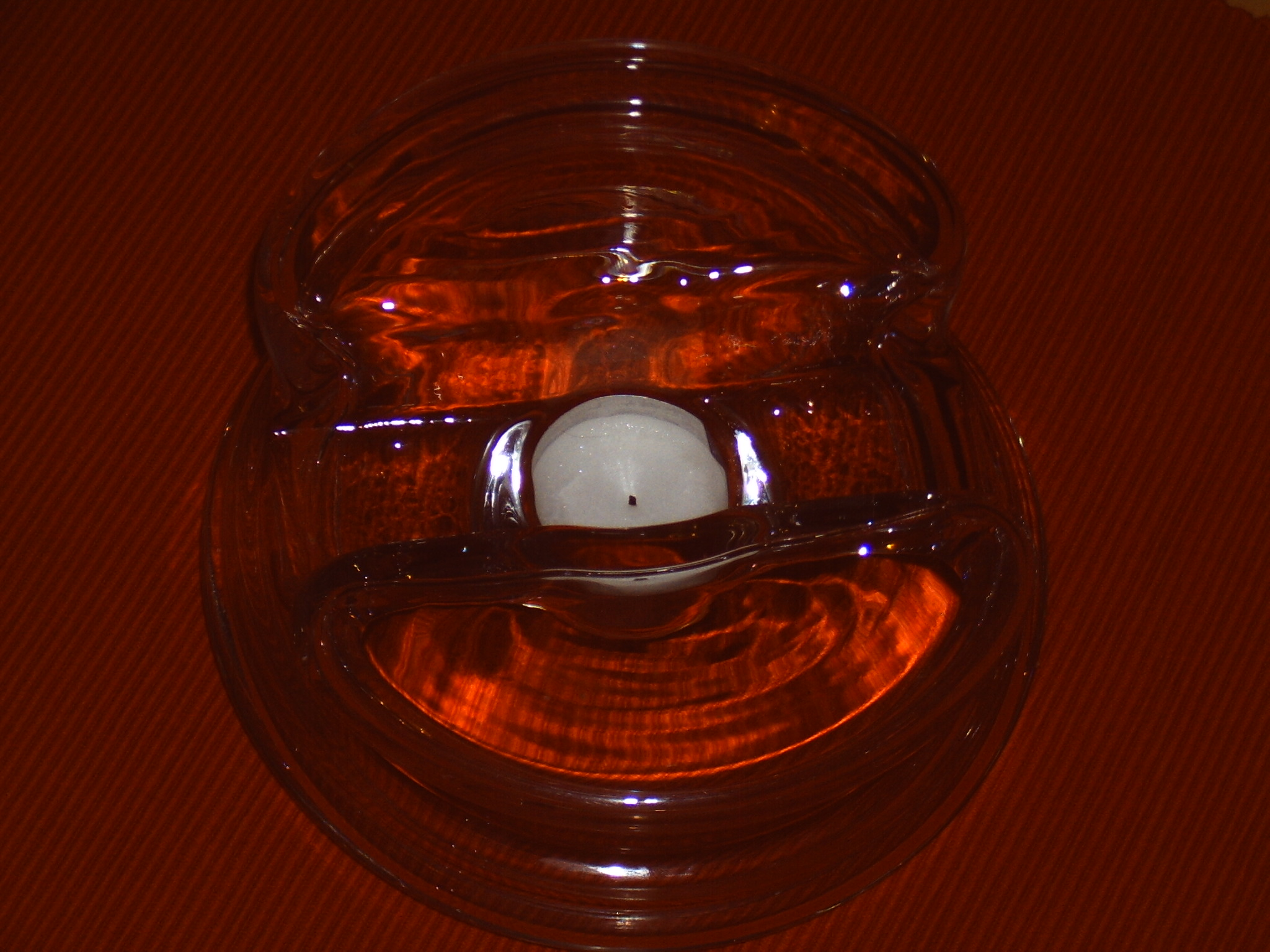
De term 'theelichtje' wordt ook gebruikt om het complete theekomfoortje mee aan te duiden

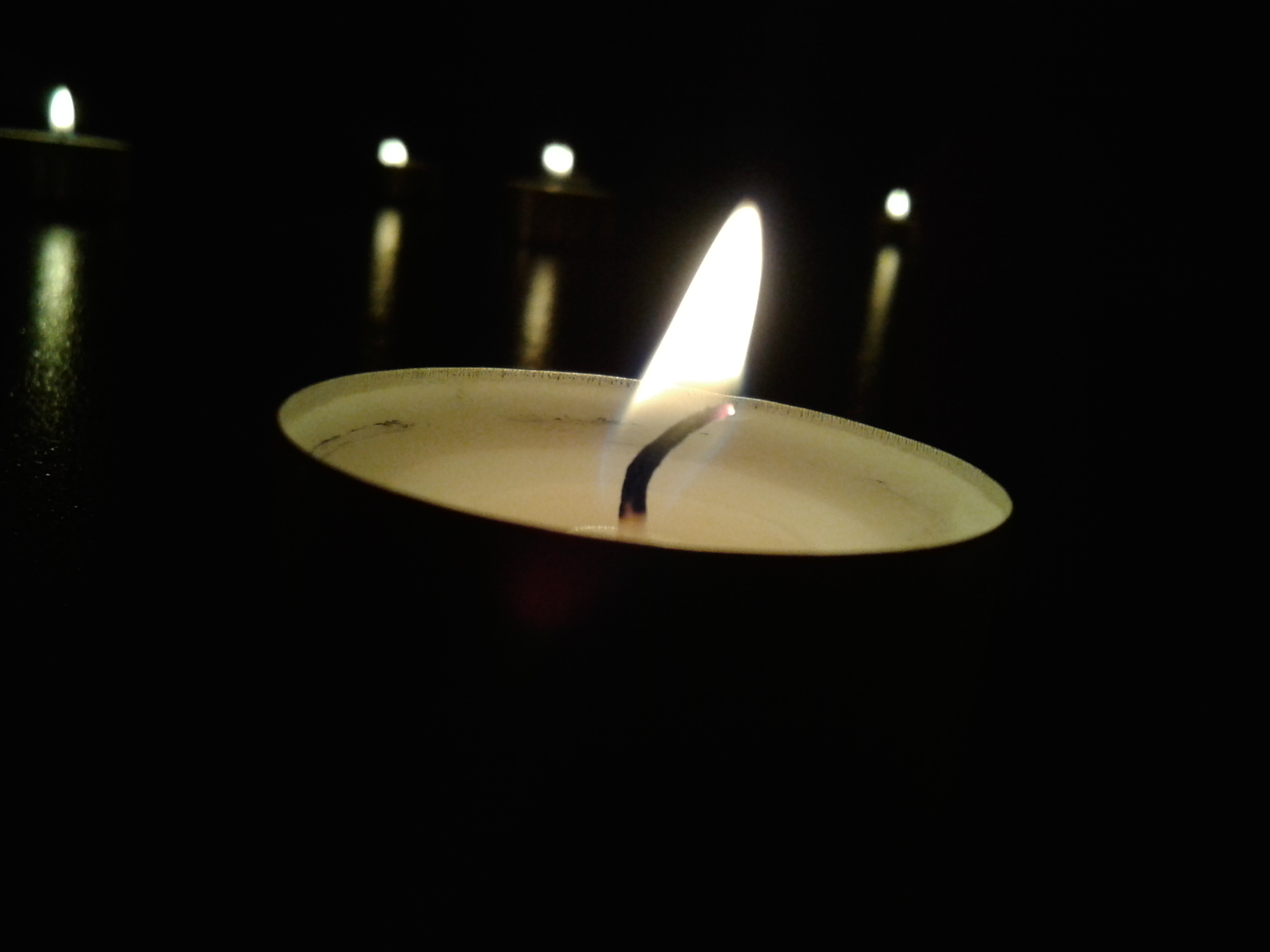
Theelichtjes in het donker

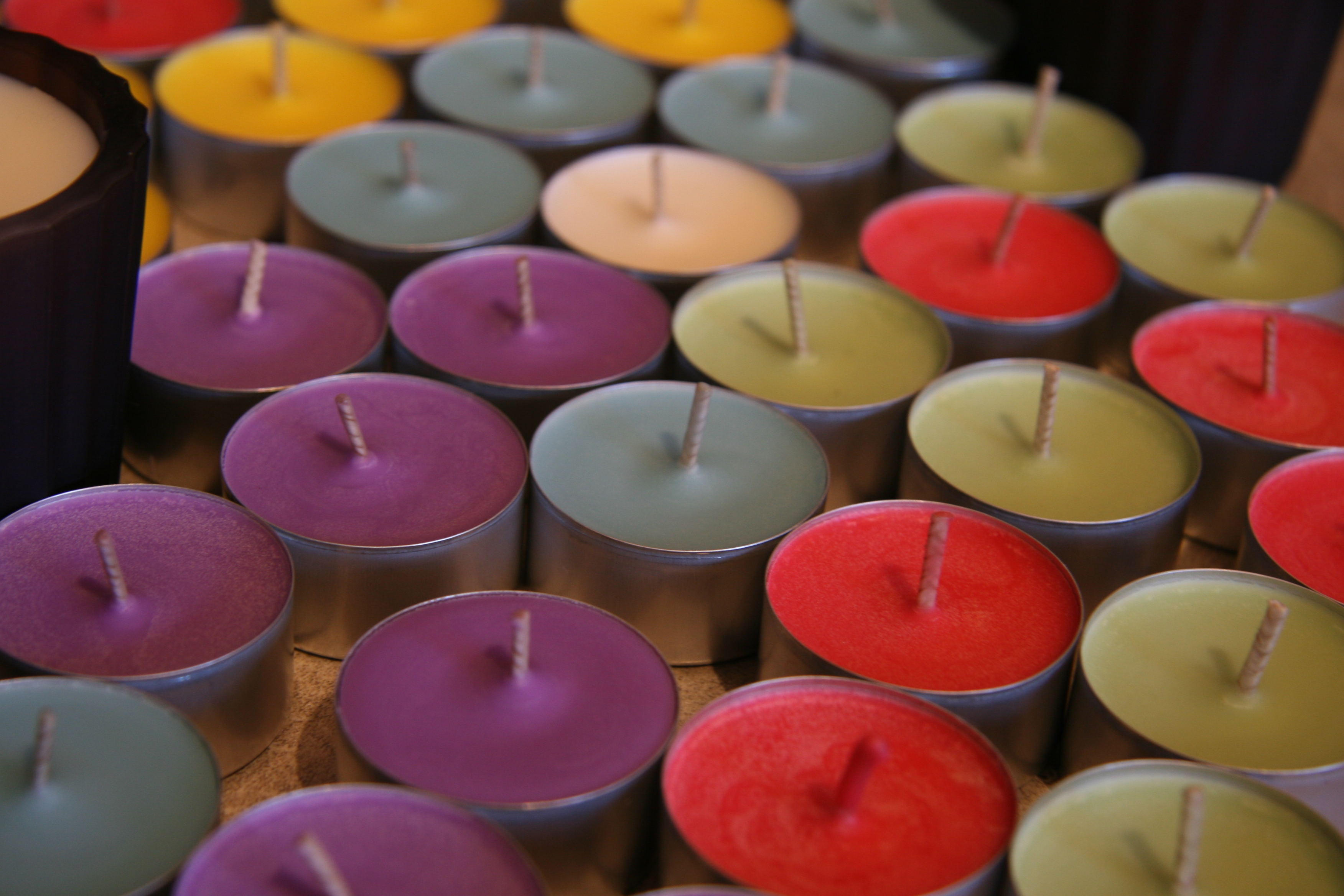
Handgemaakte theelichtjes van geharde en gekleurde sojaolie

Een theelichtje of waxinelichtje is een kleine kaars, veelal met een diameter van iets minder dan 4 centimeter en hoogte van 1 tot 2,5 centimeter, met een brandtijd van ongeveer 4 tot 8 uur. 

## Eigenschappen
Een belangrijk verschil met een gewone kaars is, dat de brandstof geheel vloeibaar wordt. Daarom moet het kaarsje in een onbrandbaar kuipje staan en zit de pit vast in een metalen voetje, zodat hij niet gaat drijven. Aanvankelijk werden er alleen glazen kuipjes gebruikt. Tegenwoordig worden de meeste goedkope lichtjes geleverd in een blikje van aluminium; bij dure, vaak ecologische, kaarsjes is dat nog steeds niet het geval. Ze zijn ontworpen om lang te branden, niet om veel licht te geven.
Blikjes schermen de zijkanten af, waardoor de lichtopbrengst minder is dan in traditionele geribbelde glazen houders. Ook geleiden de blikjes de warmte naar buiten. Daardoor smelt een deel van de brandstof niet als het lichtje op een koele plaats staat, wat de brandduur sterk kan bekorten. Ook door andere oorzaken kan een deel van de was achterblijven. De brandstof in het midden brandt het eerst op en een lichtje dat uitgeblazen en afgekoeld is, kan vaak niet meer aangestoken worden, hoewel langs de zijkanten nog genoeg was beschikbaar is.
Traditioneel werden theelichtjes gemaakt van paraffine, een mengsel van alkanen. Met toevoeging van stearine kan het smelttraject verhoogd worden en andere additieven komen ook voor, bijvoorbeeld voor stevigheid of kleur. Andere brandstoffen kunnen ook bruikbaar zijn als het smelttraject tussen de dertig en de tachtig graden Celsius ligt, bijvoorbeeld jakboter of geharde plantaardige olie. 
Als een theelichtje brandt, bereikt waxine al snel zijn smelttraject rondom de 60 graden, waarbij de waxine zachter en vloeibaar wordt. Het is belangrijk dat het theelichtje niet aan externe warmtebronnen wordt blootgesteld en zijn warmte kwijt kan, want als de temperatuur 370 graden Celsius bereikt, wordt de waxine gasvormig en kunnen grote steekvlammen ontstaan.

## Gebruik

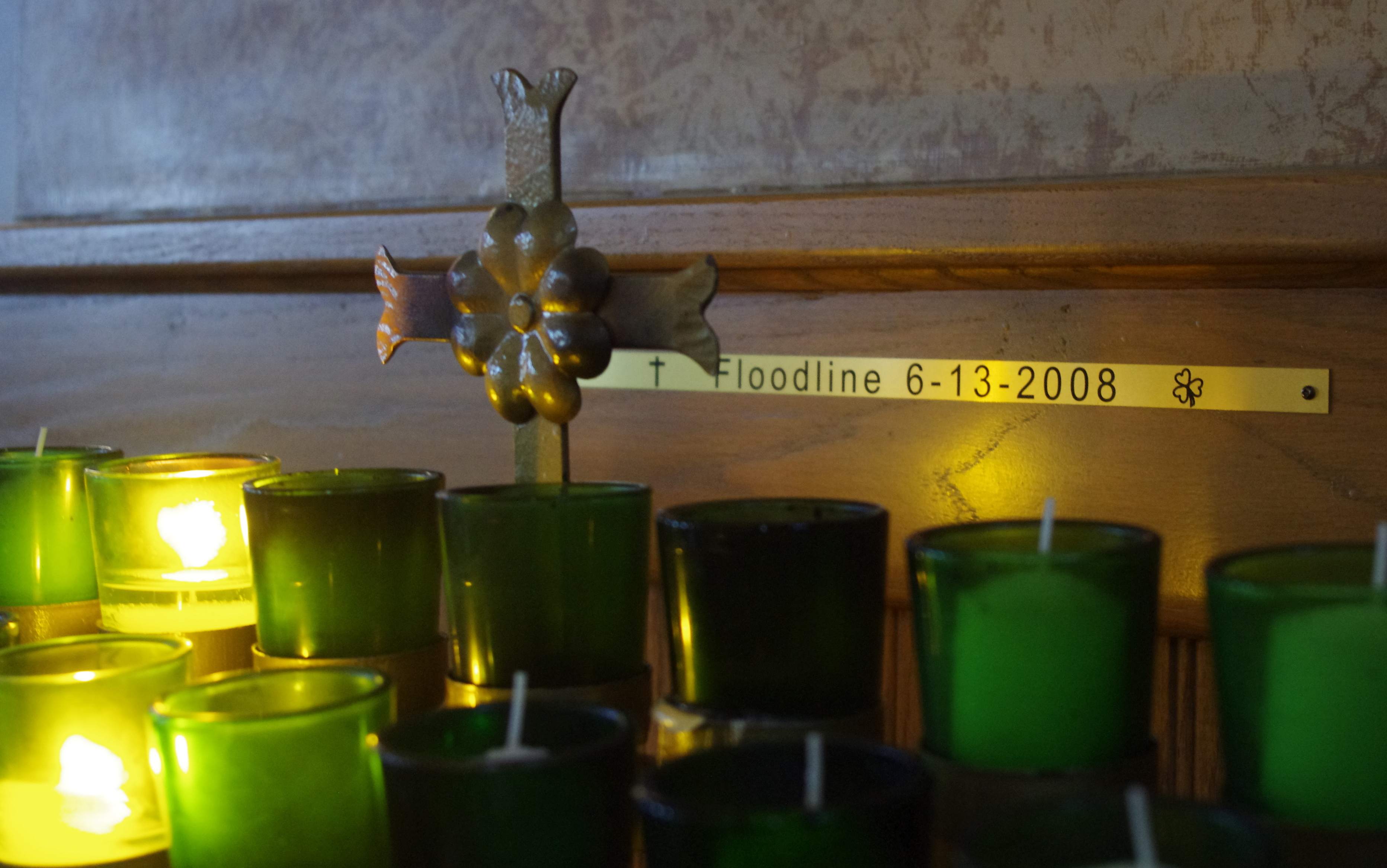
Devotielichten in Cedar Rapids bij een vloedmerk van de overstroming op 13 juni 2008

Theelichtjes werden vroeger vooral gebruikt om de thee warm te houden. Daarbij werden ze in een klein rechaudje geplaatst, dat op zichzelf metonymisch ook een theelichtje wordt genoemd. Tegenwoordig worden waxinelichtjes tijdens de wintermaanden en vooral rond kerst veel gebruikt als sfeerverlichting in plaats van kaarsen. Veel waxinelichthouders zijn van glas, maar ook metaal en keramiek zijn gangbaar. Als de houder hoger is dan het lichtje, kunnen decoraties bijzondere lichteffecten geven. Bij doorzichtige houders heeft ook de materiaalkleur invloed op het schijnsel. 
In het Tibetaans boeddhisme worden vergelijkbare kaarsjes gebruikt, boterkaarsjes genoemd, die traditioneel van jakboter werden gemaakt.
Waxinelichtjes met een extra lange brandduur worden gebruikt voor graflichten en devotielichten. In kapellen zijn lichtjes veelal voor een kleine prijs of vrijwillige bijdrage beschikbaar in een rek dat speciaal daarvoor gemaakt is.

## Verkade

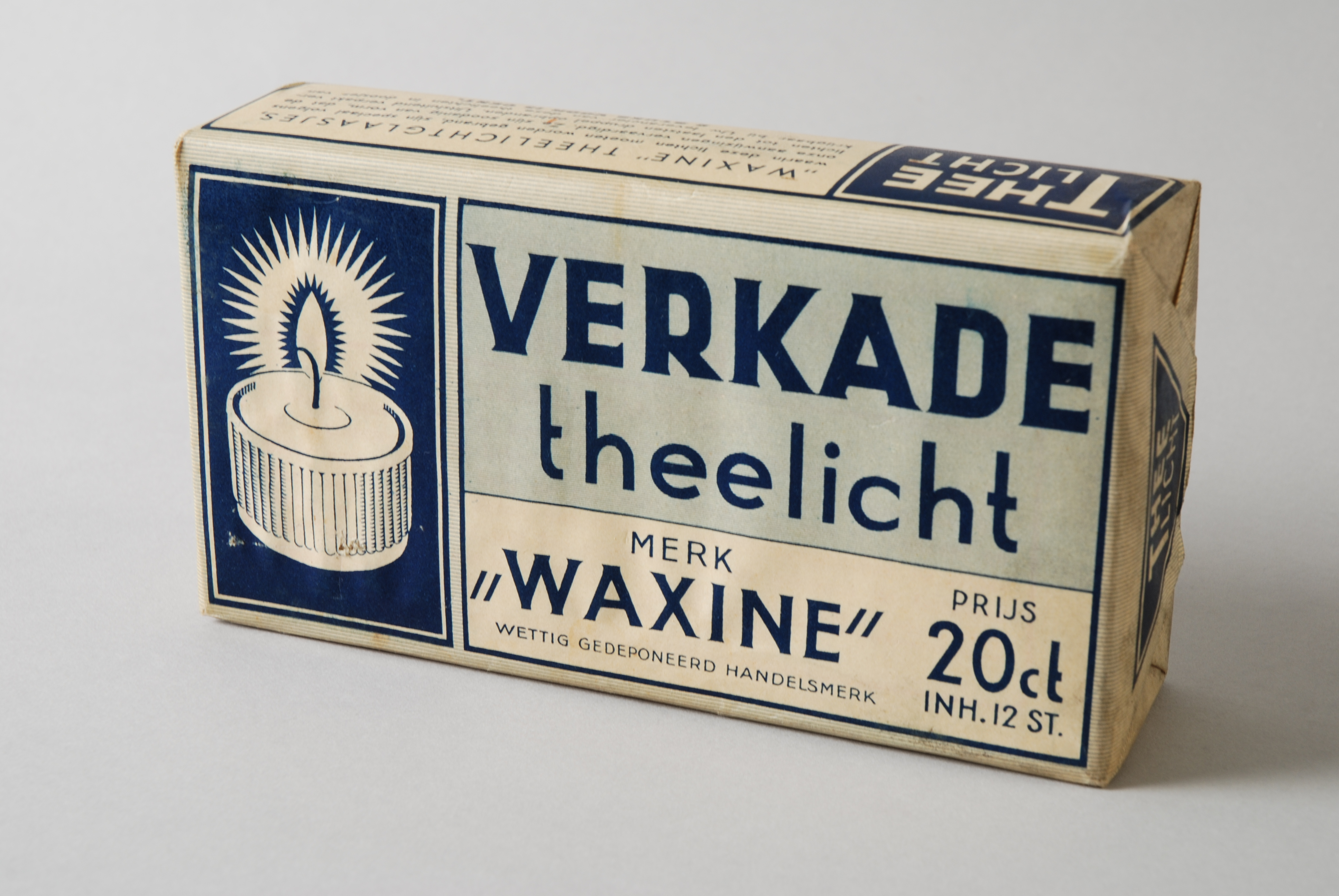
Verkade theelichtjes

Theelichtjes zijn in Nederland geïntroduceerd door Ericus Gerhardus Verkade. Hij had het patent op theelichtjes gekocht van zijn schoonzoon, de Engelsman Morris Fowler. Verkade begon in 1898 met de productie van waxine thee- en nachtlichten van paraffinewas. In eerste instantie werden de lichtjes helemaal niet zo goed verkocht, maar uiteindelijk zou Verkade ze toch ruim negentig jaar produceren. In 1991 werd de waxinefabriek door Verkade verkocht aan kaarsenmaker Bolsius Groep.

### Merkverwatering
Waxine was aanvankelijk een merknaam van Verkade, die was ontstaan door samentrekking van de Engelse woorden wax en paraffine. In de loop der tijd is de naam in Nederland verwaterd tot een soortnaam: als zodanig staat waxine al sinds 1984 in de Grote Van Dale. In Vlaanderen wordt de aanduiding waxine minder gebruikt. Daar spreekt men eerder van theelichtje, theekaarsje of waslichtje.